# Rapport Valech

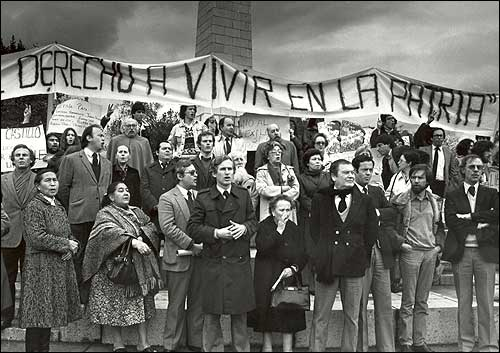
Photo d'une manifestation au Chili en 1985

Le rapport Valech (officiellement Rapport de la commission nationale sur l'emprisonnement et la torture) est un document chilien, rendu public le 29 novembre 2004, qui détaille les violations des droits de l'homme commis sous le dictature militaire de Pinochet entre 1973 et 1990. 

## La Commission Valech de 2004-05
Le rapport Valech est le fruit de six mois d'investigation. Une seconde partie a été rendue publique en juin 2005. Les témoignages recueillis sont gardés secrets pour les cinquante ans à venir. Contrairement aux « archives de la terreur » découvertes au Paraguay en 1992 à propos de l'opération Condor, ils ne pourront pas être utilisés dans le cadre de poursuites judiciaires, ce qui est vivement contesté par les associations d'ex-prisonniers politiques.
Le rapport de 2004 a été préparé à la demande du président Ricardo Lagos par les huit membres de la Commission nationale sur l'emprisonnement politique et la torture, dirigée par l'évêque Sergio Valech, dernier responsable du Vicaría de la Solidaridad, et a été rendu public via internet. La commission était composée de María Luisa Sepúlveda, vice-présidente exécutive, des avocats Miguel Luis Amunátegui, Luciano Fouillioux, José Antonio Gómez (président du PRSD), Lucas Sierra, Álvaro Varela et de la psychologue Elizabeth Lira. Elle n'incluait aucun représentant des victimes des associations d'ex-prisonniers politiques. 
Le rapport Valech est fondé sur les témoignages de 35 868 personnes, parmi lesquels 28 459 ont été considérés légitimes. De plus, 8 000 cas ont été examinés dans les six mois suivants. Sur ces 28 459 personnes, 1 244 étaient mineurs, dont 176 âgés de moins de treize ans. 12,72 % des victimes (soit 3 621 personnes) étaient des femmes.
Le second rapport, publié le 1er juin 2005, incluait 1 201 nouveaux cas, dont celui de 86 enfants âgés de moins de douze ans à l'époque des faits (dont des enfants non encore nés), ce qui fait un total de 29 000 personnes (une estimation qui suit la définition onusienne de la torture aboutit au décompte total de 400 000 victimes de la torture au Chili [réf. nécessaire]). La plupart de ces nouveaux cas n'avaient pas été inclus dans le premier rapport, souvent parce que leurs parents faisaient partie des prisonniers politiques exécutés ou « disparus » et qu'il n'y avait donc aucun témoin pour appuyer les revendications des victimes. 67,4 % des cas de violations des droits de l'homme pris en compte par la Commission Valech concernait la seule année 1973.
L'État chilien s'est engagé à verser une compensation financière à vie aux victimes, d'un montant d'environ 215 dollars (inférieur au salaire moyen), de même que quelques avantages en termes d'accès aux services de santé publique (comparables à ceux accordés à un sans-domicile fixe). Les familles des victimes (dont 3 000 membres sont déjà décédés) n'ont droit à aucune compensation, morale ou financière.

## Réouverture de la Commission
La Commission, composée des mêmes membres, devait se réunir à nouveau de février à août 2010 pour recueillir des témoignages non présentés ou écartés lors des premiers travaux.